# Piovuto dal cielo (miniserie televisiva)
Piovuto dal cielo è una miniserie televisiva italiana in due puntate, andata in onda in prima TV nel 2000, diretta da José María Sánchez.

## Trama
Due uomini molto diversi, Cesare, affermato dentista, ed Enzo, portiere, amano la stessa donna, Pina, e compiono un lungo viaggio da Torino a Barcellona con un neonato trovatello che entrambi considerano loro nipote. Il destino, nonostante il rancore che li divide, li costringerà ad allearsi.

## Ascolti
| Data              | Telespettatori | Share  | Note                                               |
| ----------------- | -------------- | ------ | -------------------------------------------------- |
| 18 settembre 2000 | 6.610.000      | 26.69% | Prima puntata, 1° TV                               |
| 19 settembre 2000 | 7.963.000      | 29.74% | Seconda puntata, 1° TV                             |
| 4 febbraio 2002   | 5.529.000      | 20,40% | Secondo passaggio TV, versione in un'unica puntata |